# Henri Cabannes
Henri Cabannes (* 21. Januar 1923 in Montpellier; † 30. Mai 2016) war ein französischer Angewandter Mathematiker, der sich mit theoretischer Mechanik befasste.
Cabannes studierte ab 1942 an der École normale supérieure. 1943 flüchtete er nach deutscher Besetzung Frankreichs nach Spanien und war Freiwilliger in der französischen Luftwaffe. 1946 erhielt er seine Agrégation in Mathematik, war dann bei der CNRS und 1950 wurde er bei Henri Villat promoviert (in der Jury waren auch Joseph Pérès und Georges Valiron). 1950 wurde er Maître de Conférences an der Universität Marseilles, 1952 dort Professor für Rationale Mechanik und 1960 Professor für Rationale Mechanik an der Sorbonne, ab 1969 an der Universität Paris VI (Pierre et Marie Curie). 1990 emeritierte er.
1983 wurde er korrespondierendes Mitglied und 1991 Mitglied der Académie des sciences.
Er war Gastprofessor an der Université Laval in Quebec, 1967 an der Brown University, 1968 und 1980 an der University of California, Berkeley, 1970 an der Katholischen Universität in Rio de Janeiro, 1975 und in den 1980er Jahren in Kamerun, 1983 in Tsukuba in Japan, 1989 in Kyoto und 1995/96 an der TH Darmstadt. 1967 bis 1983 war er zusätzlich Maître de Conférences für Mechanik an der École polytechnique. 1975 bis 1978 leitete er das Labor für theoretische Mechanik der CNRS. 1978 bis 1981 leitete er die Sektion Mathematik am Palais de la découverte. 1989 bis 1996 leitete er das nationale französische Komitee für Mechanik.
Für seine Verdienste während des Zweiten Weltkriegs wurde er in die Ehrenlegion (Ritter) aufgenommen. Außerdem erhielt er den Ordre national du Mérite (Offizier) sowie den Ordre des Palmes Académiques (Komtur).
1970 war er einer der Organisatoren des Internationalen Mathematikerkongresses in Nizza.
Er befasste sich mit Aerodynamik, kinetischer Gastheorie (Boltzmann-Gleichung), Magnetohydrodynamik und Schwingungen einer Saite mit Hindernissen.

## Schriften
- Cours de Mécanique générale, Dunod, 1961, 3. Auflage 1968
  - Englische Übersetzung: General Mechanics, Blaisdell 1968
- Problèmes de Mécanique générale, 1966
- Cours de Magnétodynamique des fluides, Centre des Documentations Universitaires, 1965, 2. Auflage 1969
  - Englische Übersetzung: Theoretical Magnetofluiddynamics, Academic Press 1969
- The Discrete Boltzmann Equation, University of California, Berkeley, 1980